# Kiesgrube Spitzenberge
Kiesgrube Spitzenberge este o arie protejată (arie specială de conservare — SAC, sit de importanță comunitară — SCI) din Germania întinsă pe o suprafață de 3,24 ha, integral pe uscat.

## Localizare
Centrul sitului Kiesgrube Spitzenberge este situat la coordonatele 52°02′09″N 13°30′45″E / 52.0358°N 13.5125°E.

## Înființare
Situl Kiesgrube Spitzenberge a fost declarat sit de importanță comunitară în septembrie 2000.

## Biodiversitate
Situată în ecoregiunea continentală, aria protejată conține 1 habitat natural: Pajiști calcaroase din nisipuri xerice.
La baza desemnării sitului se află un număr nedeclarat de specii protejate.
Pe lângă speciile protejate, pe teritoriul sitului au mai fost identificate 3 specii de plante.